# Dolichurus gilberti
Dolichurus gilberti är en  stekelart som beskrevs av Rowland Edwards Turner 1912.
Dolichurus gilberti ingår i släktet Dolichurus och familjen Ampulicidae. Inga underarter finns listade i Catalogue of Life.